# Teodolfo Mertel
Teodolfo Mertel, italijanski pravnik, diakon in kardinal, * 6. februar 1806, Allumiere, † 11. julij 1899.

## Življenjepis
15. marca 1858 je bil povzdignjen v kardinala in imenovan za kardinal diakona S. Eustachio. 16. maja istega leta je prejel diakonsko posvečenje, kar pomeni, da ob povzdignjenju v kardinala še ni imel zakramenta svetega reda, s čimer je bil zadnji neduhovnik v zgodovini, ki je postal kardinal. Mertel nikoli ni prejel duhovniškega posvečenja in tako je bil ob svoji smrti zadnji kardinal, ki nikoli ni postal duhovnik.
Pozneje je bil imenovan še na dva kardinal-diakonska položaja: 18. novembra 1881 za S. Maria in Via Lata in 24. marca 1884 za S. Lorenzo in Damaso.